# Gelasma inaptaria
Gelasma inaptaria là một loài bướm đêm trong họ Geometridae.